# Arturo Molina Tornero
Arturo Molina Tornero (Abarán, Región de Murcia, España, 18 de julio de 1996), más conocido como Arturo, es un futbolista español que juega en la posición de centrocampista en la U. D. Ibiza de la Primera Federación.

## Trayectoria
Natural de Abarán, se formó en la cantera del Real Murcia C. F. En la temporada 2014-15 llegó al primer equipo grana a las órdenes de José Manuel Aira.  
En verano de 2016, tras no contar para la siguiente temporada para Paco García,[cita requerida] llegó cedido al Atlético Levante U. D. para disputar la temporada 2016-17.
La entidad levantinista ejerció al final de esa campaña la opción de compra sobre el jugador de 150 000 euros, y se marchó cedido al Real Madrid Castilla.
Regresó en la temporada 2018-19 al Atlético Levante U. D. El 28 de julio de 2020 renovó su contrato con el Levante U. D. por cuatro temporadas, pasando a tener ficha del primer equipo y hacer la pretemporada. El 5 de octubre, ya con la campaña iniciada, fue cedido durante una temporada al C. D. Castellón para competir en la Segunda División, siendo la primera vez en su carrera que lo hacía en una categoría profesional.
El 31 de agosto de 2021, tras haber rescindir su contrato con el Levante U. D., firmó por el C. F. Fuenlabrada por una temporada. No la completó, ya que el 21 de enero de 2022 rescindió su contrato. Dos días después firmó por el Racing de Santander para lo que quedaba de curso.
En Santander consiguió un ascenso a Segunda División, categoría en la que compitió durante un año antes de regresar al Real Murcia C. F. para la temporada 2023-24. Esta la terminó jugando en la U. D. Ibiza a la que llegó a finales del mes de enero.

## Clubes
| Club                                | País   | Año       |
| ----------------------------------- | ------ | --------- |
| Real Murcia C. F.                   | España | 2014-2017 |
| Atlético Levante U. D. (cedido)     | España | 2016-2017 |
| Atlético Levante U. D.              | España | 2017-2020 |
| Real Madrid Castilla C. F. (cedido) | España | 2017-2018 |
| Levante U. D.                       | España | 2020-2021 |
| C. D. Castellón (cedido)            | España | 2020-2021 |
| C. F. Fuenlabrada                   | España | 2021-2022 |
| Real Racing Club de Santander       | España | 2022-2023 |
| Real Murcia C. F.                   | España | 2023-2024 |
| U. D. Ibiza                         | España | 2024-act. |